# Munenaga
Munenaga-shinnō (宗良 親王, Munenaga Shinnō, 1311 - 14 septembre 1385), aussi connu par le nom Muneyoshi-shinnō est un prince impérial japonais Shinnōke (huitième fils de l'empereur Go-Daigo), moine bouddhiste et poète de l'école poétique Nijō de l'époque Nanboku-chō, surtout connu pour la compilation qu'il réalise du Shin'yō wakashū. 
Prince Munenaga mène une vie agitée qui sert probablement d'aiguillon à sa sensibilité poétique. En 1326 il prend la tonsure comme prêtre Tendai au mont Hiei et progresse rapidement dans l'étude de la pensée bouddhiste.
En 1330, il devient le grand prêtre de l'école Tendai mais est peu après banni à Shikoku dans la province de Sanukipour avoir pris part à la guerre de Genkō où il a combattu pour la cause de la restauration impériale que soutient son père. Après trois années d'exil, il entre dans Kyoto avec ses troupes. Par la suite, quand l'armée impériale est défaite par Ashikaga Takauji en 1336, Munenaga se réfugie au mont Hiei avec son père, l'empereur Godaigo.
En 1338, quand un de ses proches suggère au prince Munenaga d'abandonner la résistance et de retourner à Kyoto, le prince répond avec ce poème :
| Rōmaji                                                                      | Français |
| furusato wa koishiku to te mo mi Yoshino no hana no sakari wo ikaga misuten | Oui, c'est vrai, J'aspire à mon foyer d'antan, Mais comment puis-je abandonner Yoshino le saint, maintenant que Les cerisiers sont en pleine floraison |
|                                                                             | |

Ainsi, dans une élégante forme poétique, le prince Munenaga répond qu'il n'abandonnera pas son père et restera dans les montagnes de la province de Yoshino afin de continuer le combat malgré toutes les difficultés.
Jusqu'à la fin de sa vie, le prince Munenaga reste à la tête de la résistance contre le bakufu Muromachi et la Cour du Nord. Le sanctuaire Iinoya-gū situé à Hamamatsu dans la préfecture de Shizuoka est consacré à sa mémoire.